# Ria Visser
Adriana Johanna Visser (* 20. Juli 1961 in Oud-Beijerland) ist eine ehemalige niederländische Eisschnellläuferin, die Anfang bis Mitte der 1980er Jahre insbesondere im Mehrkampf erfolgreich war.
Vissers Stärke lag im Mehrkampf, dessen nationale Meisterschaft sie fünfmal, davon viermal in Folge (1983 bis 1986, dazu 1980), gewann. International konnte sie nur bedingt an ihre Erfolge anknüpfen. Bei den Junioren-Weltmeisterschaften im Mehrkampf 1979 und 1980 gelangen ihr zwei dritte Plätze. Ihre besten Platzierungen blieben jedoch bei den Mehrkampf-Weltmeisterschaften jeweils ein 6. Platz (1979) und bei den Europameisterschaften ein 4. Platz.
Bei den Olympischen Winterspielen ging sie, da es dort keinen Mehrkampf gibt, auf den Einzelstrecken an den Start. In Lake Placid 1980 kam sie über 3000 Meter nach einem Sturz nicht ins Ziel, gewann aber über 1500 Meter überraschend Silber hinter ihrer Landsfrau Annie Borckink. 1984 in Sarajevo wurde sie über 500 Meter 30., über 3000 Meter 25. und über 1500 Meter 13.
Ria Visser stellte in ihrer Karriere mehrere nationale Rekorde auf. Viermal verbesserte sie den Rekord über 1500 Meter. Sie hielt und verbesserte ihren Rekord über 3000 Meter über fünf Jahre von 1980 bis 1985. Über 5000 Meter war sie die erste Rekordhalterin, zudem war sie die erste Niederländerin, die diese Distanz unter acht Minuten lief (20. Dezember 1981 in Groningen).
Ihre Bestleistungen auf den Einzelstrecken:
- 500 Meter: 42,23 Sekunden (aufgestellt am 17. Dezember 1983 in Inzell)
- 1000 Meter: 1:25,76 Minuten (aufgestellt am 26. Dezember 1981 in Inzell)
- 1500 Meter: 2:07,06 Minuten (aufgestellt am 17. Dezember 1983 in Inzell)
- 3000 Meter: 4:29,13 Minuten (aufgestellt am 26. Dezember 1984 in Inzell)
- 5000 Meter: 7:40,68 Minuten (aufgestellt am 4. Dezember 1987 in Calgary)

Ihre Bestleistungen im Mehrkampf:
- Kleiner Vierkampf: 180,375 Punkte (aufgestellt am 4. März 1983 in Inzell)
- Mini-Vierkampf: 173, 459 Punkte (aufgestellt am 17./18. Dezember 1983 in Inzell)
- Sprint-Vierkampf: 174,920 Punkte (aufgestellt am 5./6. Januar 1985 in Utrecht)

1988 zog sich Ria Visser vom aktiven Sport zurück.